# Beato Renano
Beato Renano (em latim: Beatus Rhenanus; em alemão: Beat Bild; Schlettstadt, 22 de Agosto de 1485 † Estrasburgo, 20 de Julho de 1547) foi editor, humanista, filólogo, reformador religioso, jurista, erudito clássico e colecionador franco-germânico de livros. Fundou a Biblioteca Humanística de Sélestat, situada hoje numa rua que leva o seu nome.

## Biografia
Seu pai, Antoine Bild, foi um próspero açougueiro de Rhinau (daí o seu nome Beato de Rhinau). Antoine emigrou para Schlettstadt, atual Sélestat, e eventualmente se tornou burgomestre na cidade. Pode, portanto, dar ao seu filho excelente educação. Renano frequentou a famosa "Escola Latina" de Schlettstadt, e em 1503, foi para a Universidade de Paris, onde teve muita influência do eminente aristotélico Jacobus Faber Stapulensis (c.1455-1536), além do filósofo francês Charles de Bovelles (1479-1567).
Em 1507, retornou a Schlettstadt e depois se mudou para Estrasburgo, onde ele trabalhou como corretor para o tipógrafo Mathias Schurer (1470-1519) e fez laços de amizade com os grandes humanistas alsacianos tais como:  Jakob Wimpfeling, Johann Geiler von Kaysersberg e Sebastian Brant. A partir de setembro de 1508, iniciou seus trabalhos como escritor preparando o prefácio das "Cartas proverbiais e morais"do seu mestre parisiense Faustus Andrelinus (1450-1518) até que em 1509 publica os Adágios de Erasmo, e no ano seguinte, La Vie de Geiler (A vida de Johann Geiler von Kaysersberg), grande pregador de seu tempo.
Em 1511, viajou para Basileia, onde estudou grego e se tornou amigo de Erasmo de Roterdão e teve um papel proeminente nas obras de publicações de Johannes Frobenius (1460-1527), particularmente os autores neolatinos tais como Jean-Baptiste Spagnoli, Gregório Nazianzeno, Jorge de Trebizonda,  e também os latinos como Plínio, o Jovem, Suetônio, Sêneca e outros. Retornando para Schlettstadt em 1526, dedicou-se até o final de sua vida ao prazer do conhecimento. Continuou se correspondendo ativamente com muitos eruditos contemporâneos, inclusive seu amigo Erasmo, tendo supervisionado as mais importantes obras do humanista e reformador. 
Renano publicou, em 1510, uma biografia de Johann Geiler von Kaysersberg, além de algumas edições de Marco Veleio Patérculo, baseados no único manuscrito remanescente, que ele descobriu no monastério beneditino em Murbach, na Alsácia. Ele também escreveu sobre Tácito (1519), Lívio (1522), e uma obra de nove volumes sobre seu amigo Erasmo (1540-41).

## Obras
- Vita Geileri, Estrasburgo 1510
- Comentário da Germânia de Tácito, Lyon 1519
- Rerum Germanicarum libri III, Basileia 1531
- Sêneca, In morte Claudii Caesaris ludus, Basileia 1515
- Sinésio, Basileia 1515
- Cúrcio Rufo, Basileia 1519
- Tertuliano, Basileia 1521 e 1528
- Veleio Patérculo, Panegíricos Antigos, Basileia 1521
- Autores historiae ecclesiasticae, Histoires ecclésiastiques, Basileia 1523
- Tácito, Anais, Veneza 1534
- Lívio, Basileia 1535
- Werke u. Lebensgesch. d. Erasmus, Basileia 1540
- Briefwechsel, hrsg. v. A. Horawitz e K. Hartfelder, 1886.
- Vida de Erasmo, 1536
- História Natural de Plínio, o Velho, 1526
- História dos Godos, Procópio de Cesareia